# Christiaensen-Gletscher
Der Christiaensen-Gletscher (französisch Glacier Christiaensen) ist ein Gletscher im ostantarktischen Königin-Maud-Land. Im Königin-Fabiola-Gebirge fließt er zwischen Mount Eyskens und Mount Derom westlicher Richtung.
Teilnehmer einer von 1959 bis 1961 dauernden belgischen Antarktisexpedition entdeckten ihn am 7. Oktober 1960. Expeditionsleiter Guido Derom (1923–2005) benannte den Gletscher nach Leo Christiaensen, Kapitän des Schiffs Erika Dan, mit dem die Expeditionsteilnehmer in ihr Zielgebiet gefahren waren.